# Алишань
Алишань (кит.  阿里山) — горный район на Тайване, расположенный недалеко от горы Юйшань. Образует национальный парк — Алишаньский национальный природный парк (кит. упр. 阿里山國家風景區, пиньинь Ālǐshān guójiā fēngjǐng qū, палл. Алишань гоцзя фэнцзин цю), зона отдыха и природный заповедник. Находится в уезде Цзяи. Парк занимает площадь 415 км². В парк входят заповедные горы, четыре посёлка, водопады, плантации высокогорного чая. С городом Цзяи парк связан Алишаньской Лесной железной дорогой, автомобильной дорогой с автобусным сообщением. Парк пересекают прогулочные и туристские пешие тропы.
Область Алишань посещают множество туристов и альпинистов. Эта гора — одна из наиболее известных достопримечательностей Тайваня, и является символом страны. Знаменит алишанский чай и местный хрен васаби.

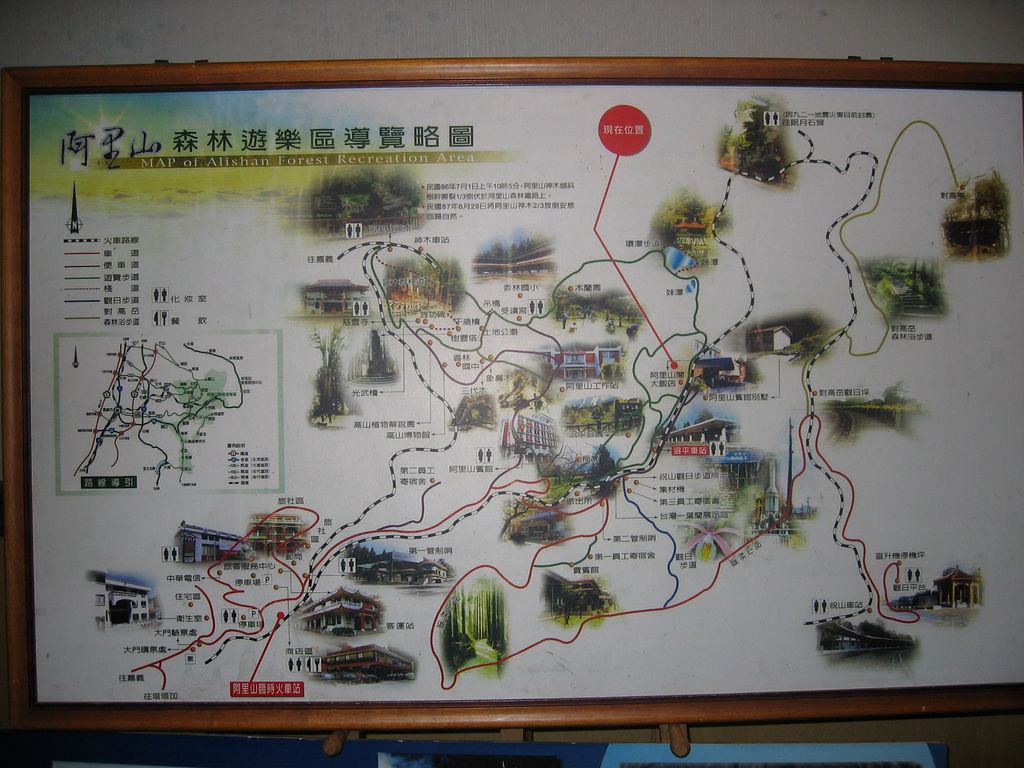
Карта парка Алишань

## География

### Климат
В зависимости от высоты климат меняется от субтропического (тропического) внизу до альпийского наверху.
- Средние температуры
  - Низкие высоты: 24 °C летом, 16 °C зимой.
  - Средние высоты: 19 °C летом, 12 °C зимой.
  - Высшие высоты: 14 °C летом, 5 °C зимой.

|  |  |  |

### Топография
- Количество вершин выше 2000 м: 25
- Высшая точка: Даташань (大塔山), 2663 м.
- Средняя высота хребта: 2500 м.

## История

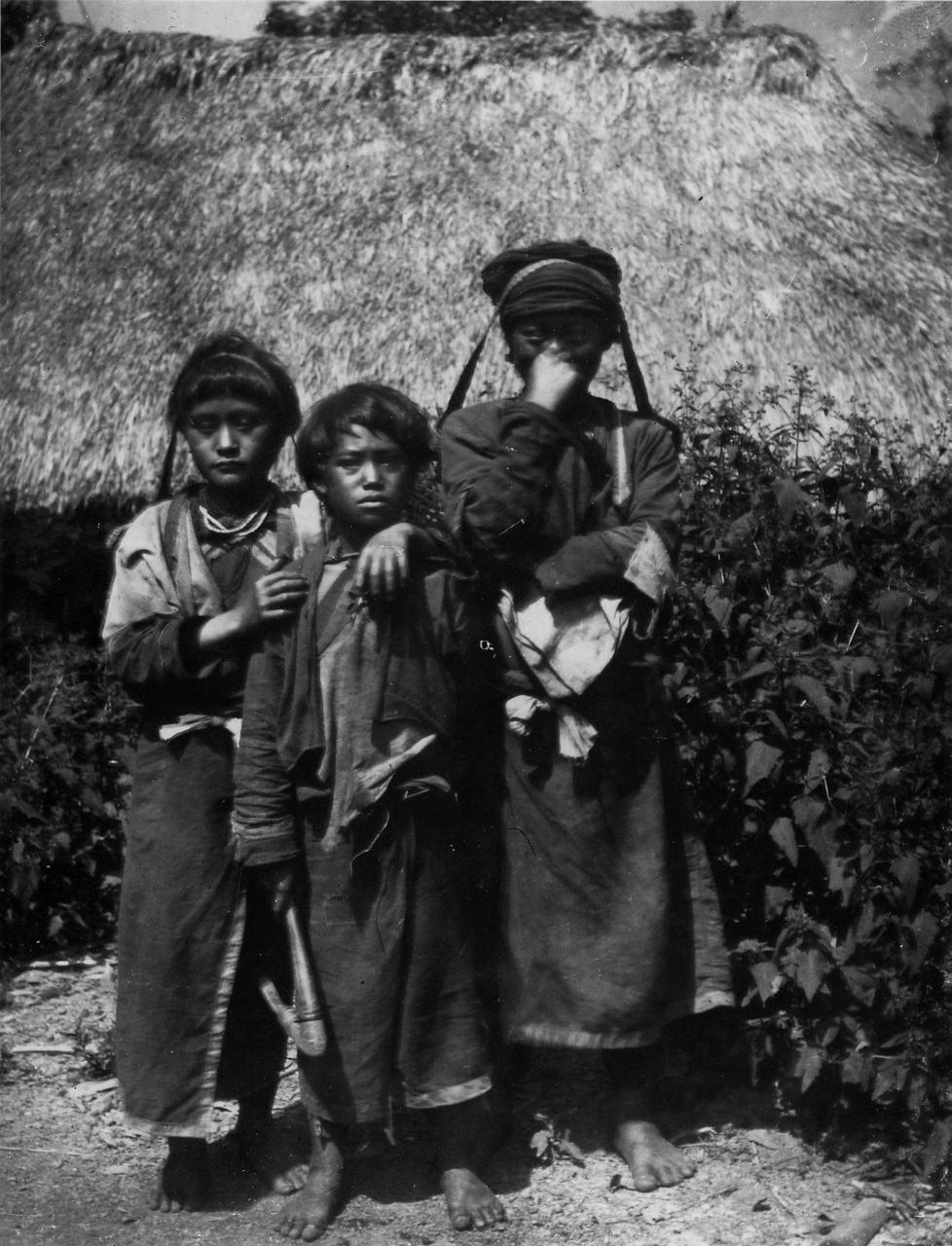
Алишаньские аборигены

В горных районах жили аборигены племени Цзоу (Jarissang). Китайцы поселились под горой в середине XVII века, но до конца XVIII века не углублялись в горы, потом основали поселки Жуйли (瑞里), Жуйфун (瑞峰), Сыдин (隙頂) и Фэнциху (奮起湖). После вооружённых столкновений аборигены были вытеснены ещё глубже в горы.
Когда японцы заняли Тайвань, японские экспедиции нашли высококачественный кипарис (檜木). Для развития лесопромышленности были построены узкоколейки. Часть этих дорог была переоборудована позднее для туристов (Алишаньская Лесная железная дорога). Японцы планировали превратить область в национальный парк (新高阿里山国立公園).
С 1970 туризм стал преобладать, а лесозаготовки истощаться. В 1980 было построено шоссе. В 2001 область была объявлена национальным парком.

## Достопримечательности
- Фэнциху (奮起湖) — маленький город из деревянных домов в скалах на высоте 1400 м, в центре Алишанской Лесной железной дороги. Знаменит своей природой, скалами, лесами, горными потоками и руинами синтоистского храма. Здесь выращиваются местные продукты, также ростки бамбука. Местные коробочки с едой Фэнциху для пассажиров поезда стали знамениты.